# Enrique Molina (poeta)
Enrique Molina (Buenos Aires, 2 de noviembre de 1910 - Ib., 13 de noviembre de 1997) fue un poeta y pintor argentino. 

## Biografía
Enrique Molina fue uno de los más destacados cultores del surrealismo en la literatura de la Argentina.
Tripulante de barcos mercantes, viajó al Caribe y a Europa, y vivió en diversos países de América Latina. En 1952, con el poeta Aldo Pellegrini, fundó en la ciudad de Buenos Aires la revista surrealista "A partir de cero". 
Como pintor, manifestación creativa que también ejerció, concibió apariencias en un espacio onírico, pureza y enigma que se relacionan íntimamente con su poesía.
Publicó, además de numerosos libros de poesía, la novela Una sombra en la que sueña Camila O'Gorman, inspirada en la historia de amor del sacerdote católico tucumano Ladislao Gutiérrez, que escandalizó a Buenos Aires en el siglo XIX y tuvo un final trágico. 
En 1992 fue distinguido con el Gran Premio Fondo Nacional de las Artes y en 1994 con el Premio Konex de Platino. 
"Es considerado hoy como uno de los poetas más importantes de la lengua española. Estudió abogacía, fue tripulante de barcos mercantes y residió en diversos países de América. Identificado con las ideas y los fines del movimiento surrealista, fundó en 1952, con Aldo Pellegrini, la revista "A Partir de Cero".
Su estilo poético cerebral y en ciertos aspectos surrealista lo hacen cercano a sus coetáneos y compatriotas Alberto Girri y Olga Orozco.

## Obra
- Las cosas y el delirio, 1941.
- Pasiones terrestres, 1946.
- Costumbres errantes o la redondez de la Tierra, 1951
- Amantes antípodas, 1961
- Fuego libre, 1962
- Las bellasfurias, 1966.
- Monzón Napalm, 1968
- Una sombra donde sueña Camila O'Gorman, 1973
- Los últimos soles, 1980
- El ala de la gaviota, 1985.